# Игры возмездия
«Игры возмездия» (англ. Tin Soldier) — художественный фильм режиссёра Брэда Фурмана. Главные роли исполнили Джейми Фокс, Роберт де Ниро и Скотт Иствуд.

## Сюжет
Бакуши создаёт вокруг себя подобие религиозного культа, предлагая программу для ветеранов боевых действий, ищущих своё «предназначение» и путь вперёд. Благодаря большому числу хорошо обученных бывших военнослужащих духовный лидер стал силой, с которой приходится считаться. Правительство обеспокоено быстрым ростом числа хорошо вооружённых, квалифицированных и безмерно преданных сторонников. Эммануэль Эшберн, работающий под прикрытием, предпринял несколько неудачных попыток покончить с Бакуши, тогда ему приходит на помощь бывший спецназовец Нэш Кавена, знающий Бакуши как никто другой, потому что когда-то был его последователем.

## В ролях
- Джейми Фокс — Бакуши[2]
- Роберт де Ниро — Эшберн
- Скотт Иствуд — Нэш Кавена
- Рита Ора
- Нора Арнезедер — Эволи Кармайкл
- Джон Легуизамо — Люк Данн
- Саид Тагмауи — Атлас

## Производство
Автором сценария и режиссёром фильма стал Брэд Фурман. В актёрский состав фильма вошли Джейми Фокс, Роберт де Ниро и Скотт Иствуд. В июне 2022 года к актёрскому составу присоединились Рита Ора, Саид Тагмауи и Нора Арнезедер. Съёмки фильма начались летом 2022 года в Греции: в Салониках и Драме, съёмки продлятся до 25 июля.

## Критика
Михаил Трофименков в своей рецензии для газеты «Коммерсантъ» назвал фильм «макулатурой», сценарий «маразмом» и посоветовал режиссёру Фурману «пройти курсы от режиссёрского бессилия».